# Theodor Kotschy
Karl Georg Theodor Kotschy (15 de abril de 1813, Ustroń, Silesia Austríaca - 11 de junio de 1866, Viena), fue un explorador, botánico, briólogo, y recolector de plantas austriaco. A lo largo de sus viajes por tierras del Oriente Próximo llegó a reunir unos 300.000 especímenes de plantas.

## Biografía
Theodor Kotschy era el hijo del teólogo evangélico, pedagogo y botánico Carl Friedrich Kotschy. Entre 1836-38 Kotschy junto con Joseph Russegger realizaron un viaje de investigación por Cilicia, Siria, Egipto y Sudán. En 1839 visitó Kordofán, en 1840 Chipre, y en 1841 Asia Menor.
Entre 1842-43 emprendió una expedición a Persia, donde visitó Damavand, pasando por Erzurum, Trebisonda y Constantinopla antes de volver a Viena.
Otros viajes emprendió en 1855 hacia Egipto y a la región de Palestina, 1859 a Chipre, Asia menor y el Kurdistán. En 1862 visitó otra vez Chipre y el norte de Siria.
Se considera a Kotschy como el fundador en Austria de las investigaciones del Oriente.

## Obra
- Abbildungen und Beschreibungen neuer und seltener Thiere und Pflanzen, in Syrien und im westlichen Taurus gesammelt, 1843

- Analecta botanica (junto con Heinrich Wilhelm Schott y Carl Frederik Nyman), 1854

- Coniferen des Cilicischen Taurus (junto con Franz Antoine), 1855

- Die Eichen Europas und des Orients, 1858-1862

- Plantae Tinneanae (junto con Johann Joseph Peyritsch), 1867

- Reise in den cilicischen Taurus über Tarsus, 1858

## Honores

### Eponimia
Género botánico
- (Fabaceae) Kotschya Endl. 1839[1]

Especies de plantas y de animales
- llevan el sufijo Kotschys en sus nombres, entre ellos un conocido cangrejo de cuatro pinzas de la isla de Karak en el Golfo pérsico: Epixanthus kotschyi y Cyrtodactylus kotschyi.
- La abreviatura «Kotschy» se emplea para indicar a Theodor Kotschy como autoridad en la descripción y clasificación científica de los vegetales.[2]